# Чернотелки настоящие
Чернотелки настоящие (лат. Tenebrio) — род жуков из семейства чернотелок. Известны с эоцена. Длина тела взрослых особей 12—18 мм. Они могут жить 1—2 года. Личинки являются вредителями, но их также широко выращивают и продают в качестве корма для домашних животных.

## Виды
Род включает следующие виды:
- Tenebrio molitor Linnaeus, 1758
- Tenebrio obscurus Fabricius, 1792

Три вида известны в ископаемом виде из Германии и Канады:
- † Tenebrio effossus Germar, 1837
- † Tenebrio primigenius Scudder, 1879
- † Tenebrio senex Von Heyden, 1859